# Haugabotstinden
Haugabotstinden (deutsch: „Die Haugabots-Spitze“) ist ein 1160 Meter hoher Berg in der Kommune Rauma, Fylke Møre og Romsdal in Norwegen.

## Geographische Lage
Die Haugabotstinden liegt am Südwestende des Tals der Istra (Isterdalen). Sie ist der nördlichste einer Kette von fünf Bergen, die den Westhang des Istratals bilden; das sind von Norden nach Süden:
- Haugabotstinden (1160 m)
- Karitinden (1356 m)
- Dronninga (1544 m)
- Kongen (1614 m)
- Bispen (1462 m).

Südwestlich der Haugabotstinden liegt auf 680 Meter Höhe der See Haugabotsvatnet. Östlich der Haugabotstinden führt der Trollstigen vom Istratal bis zum auf 868 Meter Höhe gelegenen Pass Alnesreset zwischen dem 1665 Meter hohen Alnestinden und dem 1285 Meter hohen Skarfjellenden.

## Namensvarianten
Manchmal wird die Karitinden auch mit Haugabotntinden bezeichnet und die Haugabotstinden wird Karihaugen genannt.

## Tourismus
Ein Steig beginnt an einem Parkplatz am Ende des Vikdalsvegen, der vom Südende des Innfjordens nach Südosten führt. Dieser Weg führt zu einem Sattel südlich der Haugabotstinden. Von hier aus kann die Haugabotstinden erreicht werden.
Es gibt auch die Möglichkeit vom Istratal auf einem Wanderweg bis zum Parkplatz mit dem Trollstigen Visitor Center am Trollstigen auf 697 Meter Höhe zu gehen (oder an diesem Parkplatz die Tour zu beginnen). Er ist sehr groß, hat öffentliche Toiletten und ein Restaurant und es gibt eine Berghütte mit Übernachtungsmöglichkeit in seiner Nähe. Bei diesem Parkplatz beginnt ein Wanderweg, der zum Südostende des Sees Bispevatnet führt. Von dort aus führen Bergwanderungen und Kletterrouten zum Bispen, zum Kongen, zur Dronninga und zur Karitinden. Von diesen Gipfeln kann man den Weg zur Haugabotstinden fortsetzen.